# Погожева, Вера Васильевна
Впервые подробно о сёстрах В. и Н. Погожевых подробно — с архивными источниками и документами Лейпцигской консерватории — рассказано в диссертации:
Осипова, Людмила Александровна. История фортепианно-дуэтного исполнительства в России: конец XVIII- начало XX века : диссертация ... кандидата искусствоведения : 17.00.02 / Осипова Людмила Александровна; Москва, 2014. - 325 с. : ил.
Вера Васильевна Погожева (в замужестве Ларионова; 7 (19) мая 1833 — 1858) — российская пианистка, певица и музыкальный педагог, вместе со старшей сестрой Натальей была чрезвычайно популярна в музыкальных кругах   обеих столиц в середине XIX века.

## Биография
Третья дочь Василия Николаевича Погожева (1802—1863), инженер-майора ведомства путей сообщения, от его брака с Евдокией Петровной Некрасовой. Погожев был внуком купца, именитого гражданина Великого Утюга. Родилась в сельце Перепутье Порховского уезда Псковской губернии, где её отец состоял командиром Вытегорской военно-рабочей роты и руководил строительством Динабургского шоссе. Крещена 21 мая 1833 года в Михаило-Архангельской церкви погоста Гора Порховского уезда при восприемстве генерал-майора И. П. Кульнева.  
Погожев довольно подробно изложил биографию дочерей в своих «Воспоминаниях», опубликованных в нескольких номерах «Исторического вестника» в 1893 году. С юных лет сестры Погожевы выказали выдающиеся способности к драматическому и музыкальному искусствам. «С удивительным художеством» декламировали не только стихи Гавриила Державина, Александра Пушкина и других поэтов, но и целые сцены из различных произведений, отличаясь в то же время удивительной музыкальной памятью и воспроизводя на слух однажды слышанные ими мотивы.
Из-за службы Погожева его семья не раз менял место жительства. С 1840 по 1846 года они жили в Петербурге, где в своем доме они устроили домашний театр. Знакомые Погожевых — русские литераторы, часто бывавшие у них в доме: Н. В. Кукольник, В. Г. Бенедиктов, Е. П. Гребёнка и П. Волков упорно советовали ему серьезно заняться музыкальным образованием своих дочерей, и, по их настоянию, он пригласил для них учительницу музыки М. Розенталь, которая вскоре заявила, что таланты сестёр настолько велики, что им нужен для преподавания более глубокий, чем она, знаток музыки. К занятиям был привлечён Ф. Зибольдт, а затем Карл Фольвейлер. Зибольдт первый положил прочное основание методу их игры. Десяти и девяти лет от роду они уже играли с аккомпанементом оркестра.
28 марта 1844 года сёстрами Погожевыми был дан первый публичный концерт в пользу Второго Василеостровского детского приюта. Финансирование концерта взяла  на  себя графиня Ю. П. Строганова. Зал на Большой Миллионной предоставил князь Голицын. Успех превзошел ожидания: публика была восхищена, а в газетах появились статьи, в которых девиц Погожевых называли «музыкальным чудом». Потом они дали ещё серию публичных концертов. В  первом  номере  «Литературной  газеты»  за  1845  год  появился  отклик  на концерт:

Героинями этого благотворительного  подвига  были  девицы  Вера и Наталья  Погожевы — первая  десяти,  вторая  девяти  лет. Маленькие артистки обличают в себе замечательный  талант;  особенно девица  Вера. Туш её мягок, силен; много энергии и уверенности в игре; несмотря на маленькие свои ручки, она  делает  самые трудные  пассажи  и  пальчики её бегают по клавишам  с изумительной быстротою. Она прекрасно исполнила большой дивертиссман соч. Тальберга, и  еще лучше концерт Черни. Слушатели, и в особенности, слушательницы, были от неё в восторге.
  19  марта  1846 года Вера и Наталья  участвовали в московском концерте пианистки Констансэ. Этот дуэтный  вечер в доме графини  С. В. Паниной  можно считать  знаковым, потому что впервые и только в этот день «пересеклись» два исторических дуэта России — Каролина и Евгения Цинтль и Вера и Наталья Погожевы. Знатоки музыки, любители и артисты советовали Погожеву отправить дочерей за границу для усовершенствования их талантов в одной из лучших европейских консерваторий. Пойдя навстречу рекомендациям специалистов, Погожев заложил свое имение в 38 душ, продал деревенский рояль, бриллианты  жены  и все фамильное  серебро, и в 1847 году отправился с дочерьми в Лейпцигскую консерваторию. 
Там они занимались под руководством Феликса Мендельсона-Бартольди и пианиста Игнаца Мошелеса, брали уроки контрапункта у профессоров Гаде, Рихтера и Гауптмана, а игры с аккомпанементом — у Фердинанда Давида. Погожевы  посещали  уроки хорового пения у профессора Фердинанда Бенена. Но у Веры было много пропусков в самом начале, ей приходилось зарабатывать на  жизнь  частными  уроками. В Лейпциге сестры Погожевы вместе с отцом жили в нанятой им квартире, учились  в  консерватории  и  много  выступали  перед  самой  блестящей аристократической публикой. Через полгода после приезда в Лейпциг Погожевы играли на концерте в присутствии короля Саксонского, а затем при дворе Сексен-Веймарском. За год и три месяца сёстры Погожевы окончили в Лейпциге двухгодичный курс и в 1848 году, выдержав публичный экзамен, были удостоены выпускного диплома.
По возвращении из-за границы Погожевы в первый раз играли в Санкт-Петербурге, на сцене Александринского театра, 8 и 10 октября 1848 года, с большим успехом. Затем они выступали в Симфоническом обществе, членами которого являлись, и давали концерты в столице и Москве. Мечте Погожевых об активном концертировании в России, и, тем более, в Европе, не суждено было осуществиться. В 1850 году они переехали в Кострому, и  выступали в провинции в Вологде, Старой Русе и других городах Российской империи. Изредка они покидали Кострому и выезжали в Петербург. 8 августа 1853 года в  газете  «Северная  пчела»  сообщалась  «приятная музыкальная новость»: любимицы публики девицы В. и Н. Погожевы готовятся к переезду из Костромы в Москву. В  их  планах было открытие в своем доме фортепианного  музыкального  класса. Методика  была  разработана  ими  по примеру Лейпцигской консерватории: групповые занятия по фортепиано, теории и истории музыки. Но сестрам так и не удалось открыть класс.
Первой умерла в 1856 году Наталья, от нервного расстройства и чахотки. Незадолго до смерти она начала преподавать музыку в Екатерининском и Елизаветинском институтах города Москвы. После её смерти занятия с воспитанницами продолжила Вера Погожева, но и она вскоре умерла. По словам В. Н. Погожева, «одаренная от  природы  впечатлительным  характером,  отличными способностями для сцены и музыки, Вера не имела при этом терпения достигать совершенства  постепенно,  а музыкальному  успеху  своему  обязана  более природным  способностями... Расстройство  нерв  от  институтских  уроков, которые она давала часто по десяти в день... сидячая жизнь, слушание одних и тех  же  гамм  и  этюдов,  леность  и  непонятливость  учениц,  зависть  некоторых учителей  и  учительниц, стали причиной столь раннего ее ухода из жизни». Умерла в Москве в октябре 1858 года. Была замужем за штабс-капитаном А. А. Ларионовым.